# Chiesa di Maria Santissima Addolorata (Santa Marina Salina)

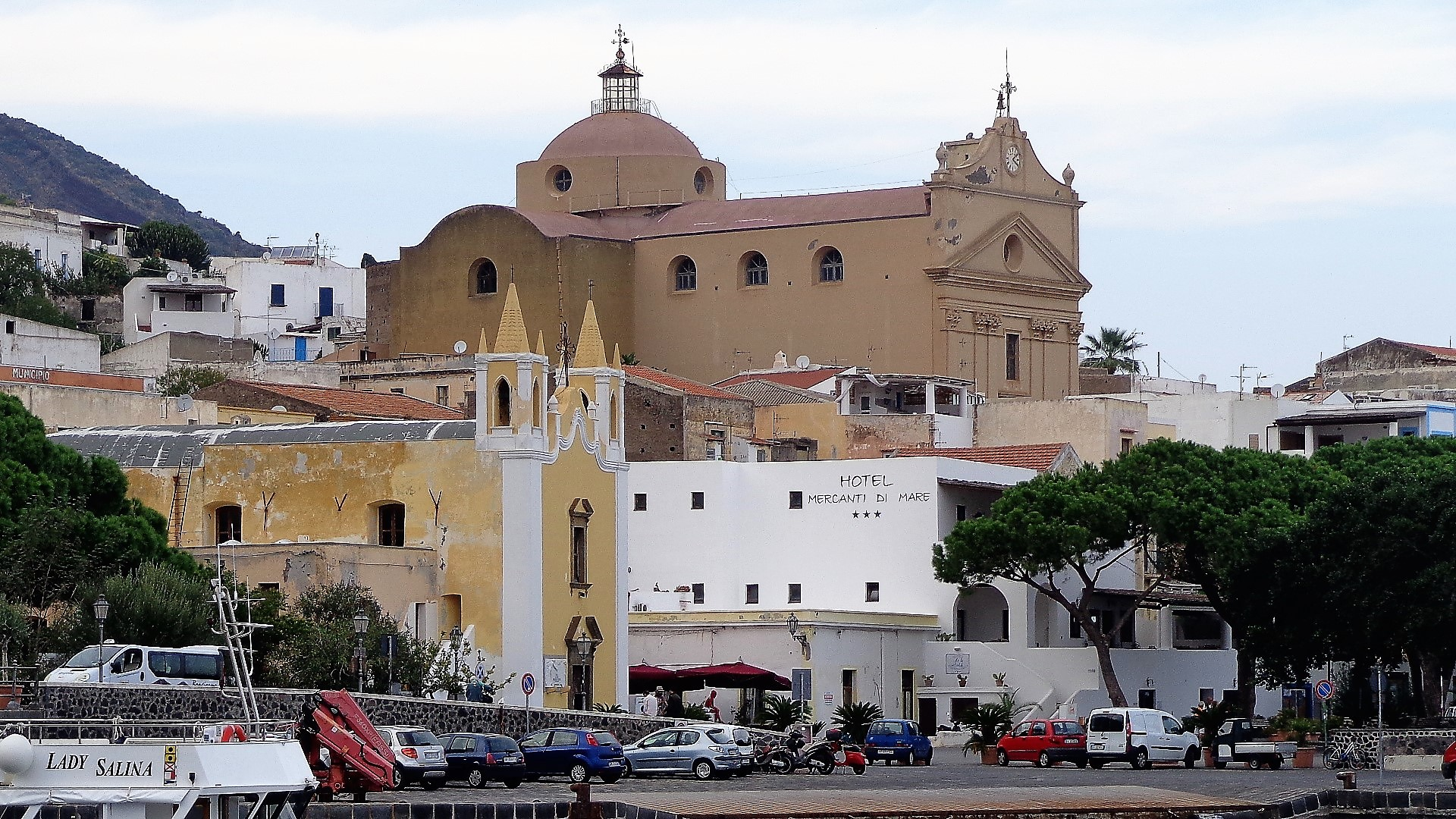
Esterno

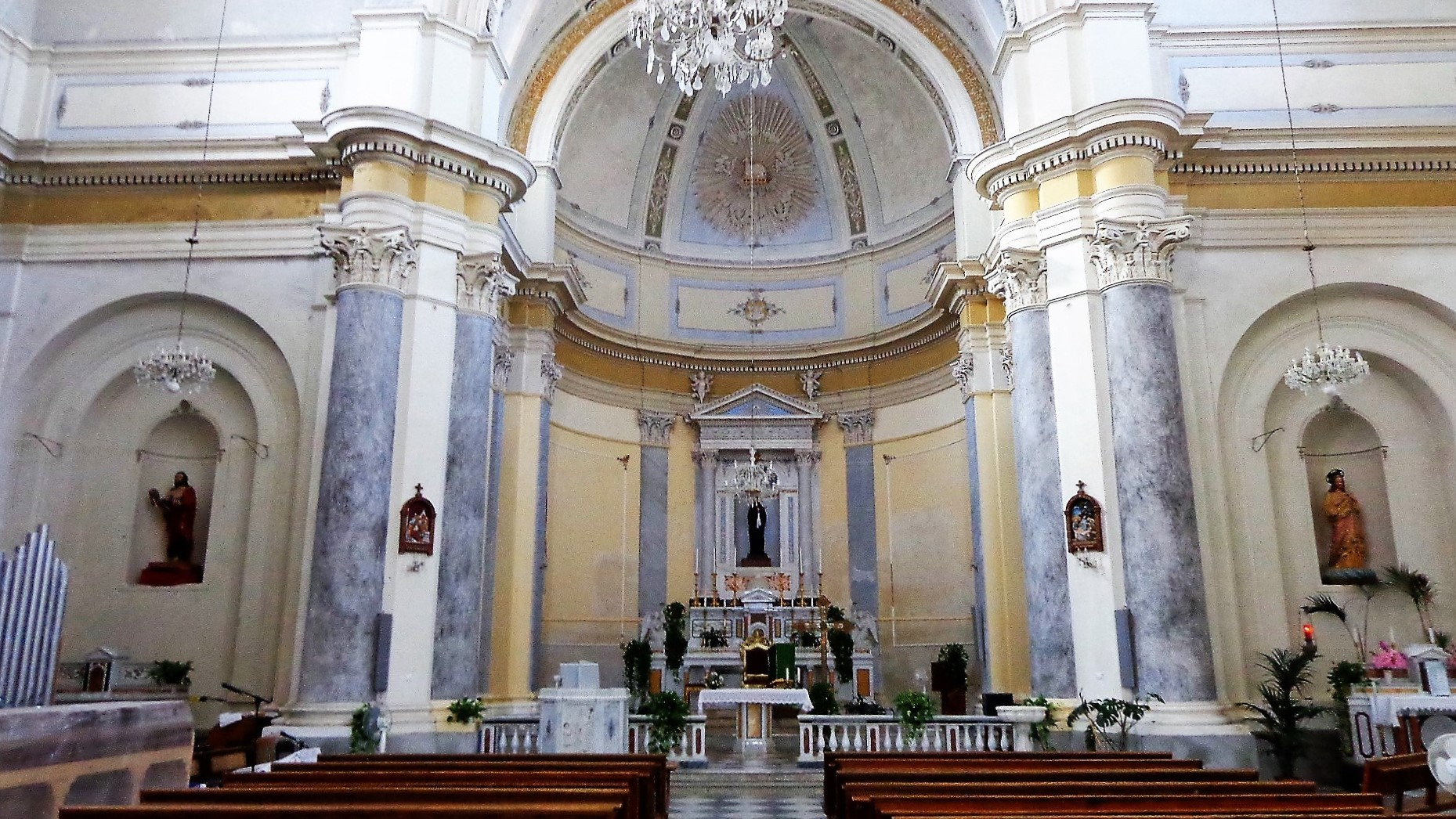
Interno

La chiesa di Maria Santissima Addolorata è il principale luogo di culto cattolico ubicato in via Risorgimento a Santa Marina Salina.

## Storia
Verosimilmente un tempo doveva esistere un'altra chiesa nella zona chiamata Barone, ma le informazioni sono limitate e non supportate da documentazione certa.
La chiesa dell'Addolorata nell'attuale sito fu costruita tra il 1882 e il 1908. L'edificio fu completato e perfezionato nelle forme attuali tra il 1961 e il 1965. Il 3 agosto 2008 è avvenuta la dedicazione della chiesa attuale.

## Descrizione

### Interno
Parete destra
- Nicchia.

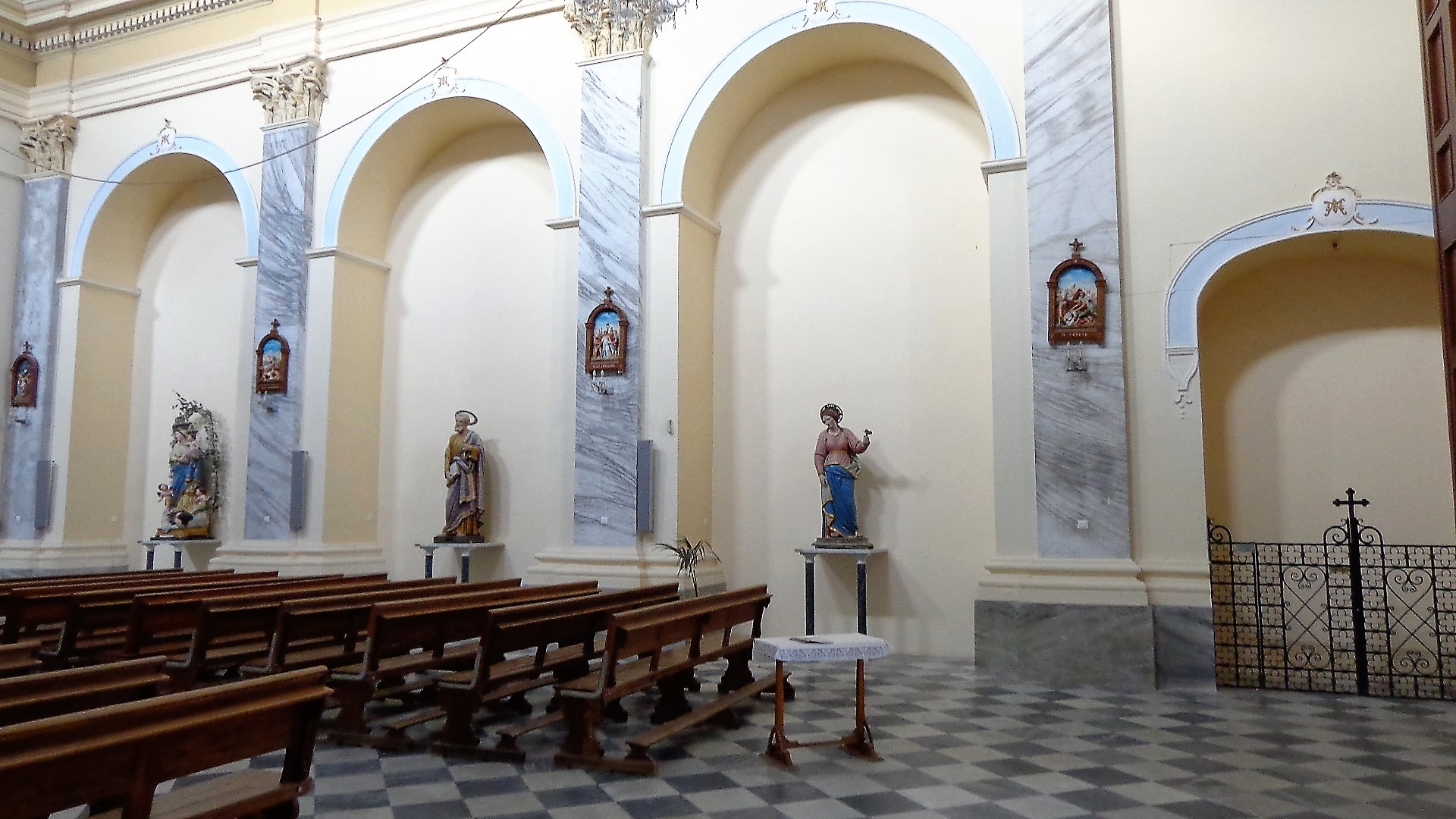

- Prima campata: Cappella di Santa Lucia.
- Seconda campata: Cappella di San Pietro.
- Terza campata: Cappella della Vergine.

Parete sinistra
- Nicchia: Cappella.
- Prima campata: Cappella della Vergine.
- Seconda campata: Cappella di Santa Rita.
- Terza campata: Cappella di San Giuseppe.

Presbiterio

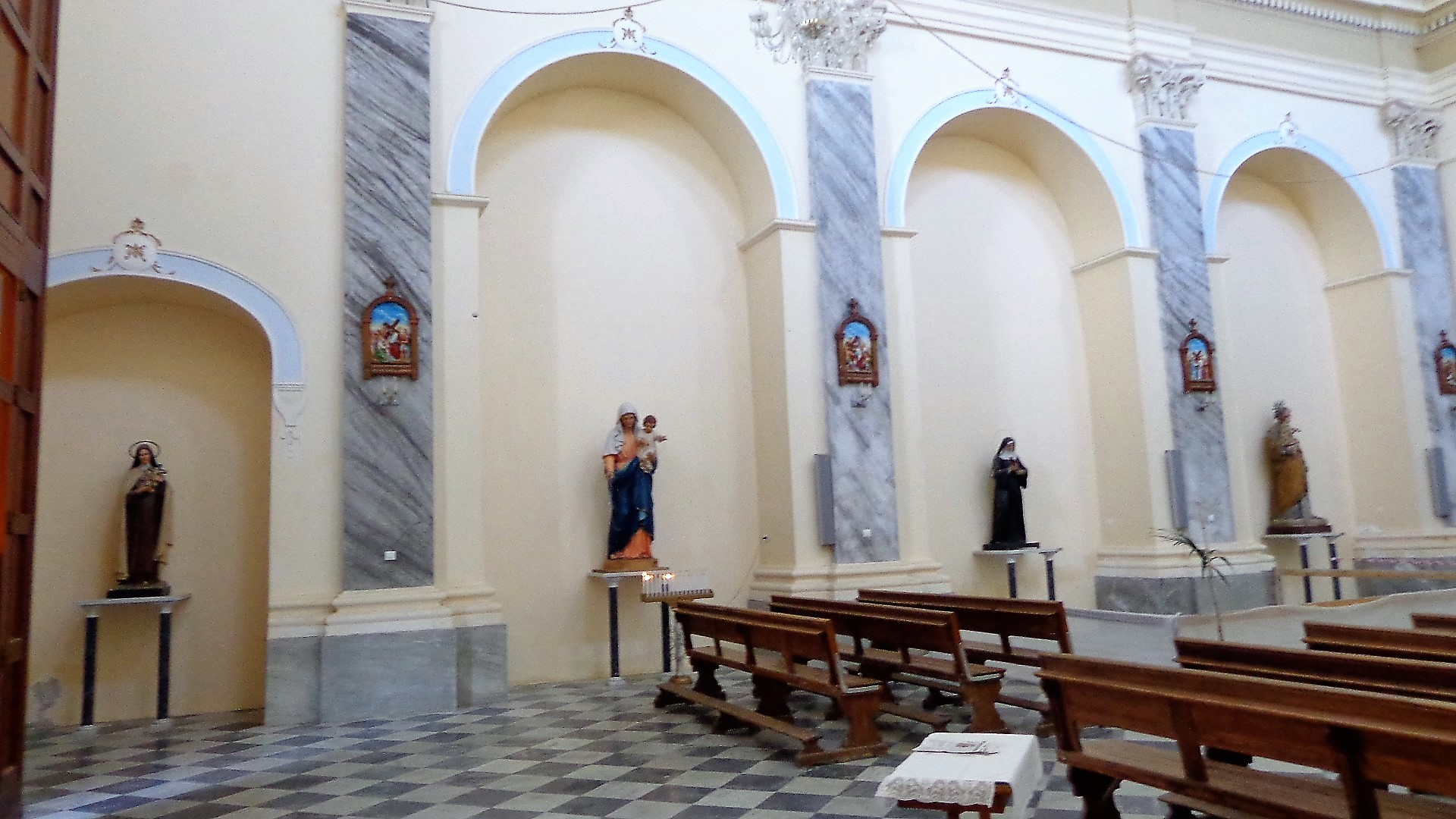

- Altare e nicchia destra: statua raffigurante il Sacro Cuore di Gesù.
  - Braccio transetto destro: Crocifisso e urna del Cristo Morto.
    - Nicchia sinistra: teca contenente statuetta raffigurante Gesù Bambino.
    - Nicchia destra: teca contenente statuetta raffigurante Sant'Antonio di Padova.

- Altare e nicchia sinistra.
  - Braccio transetto sinistro: riproduzione della Grotta di Lourdes.

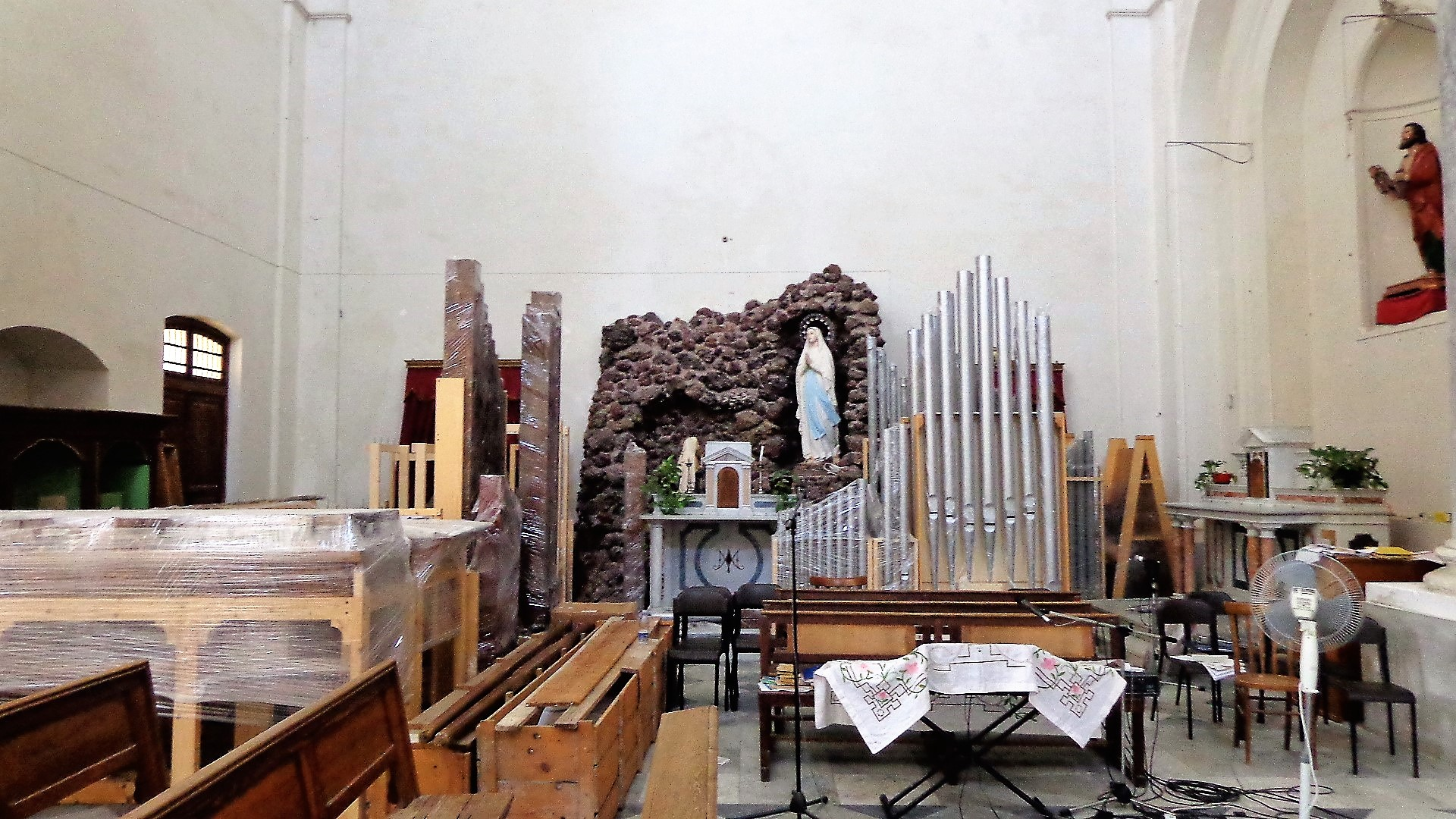
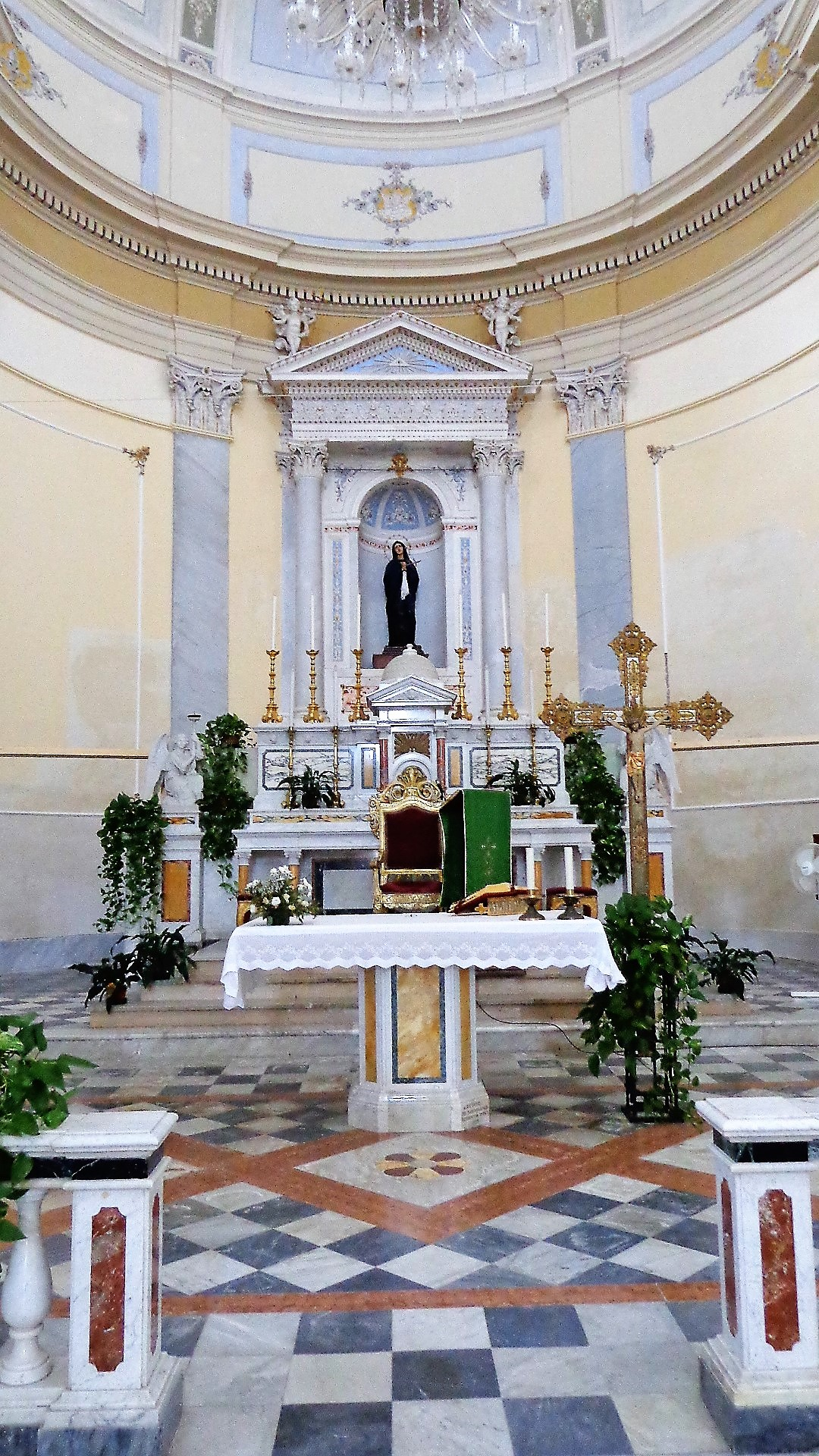
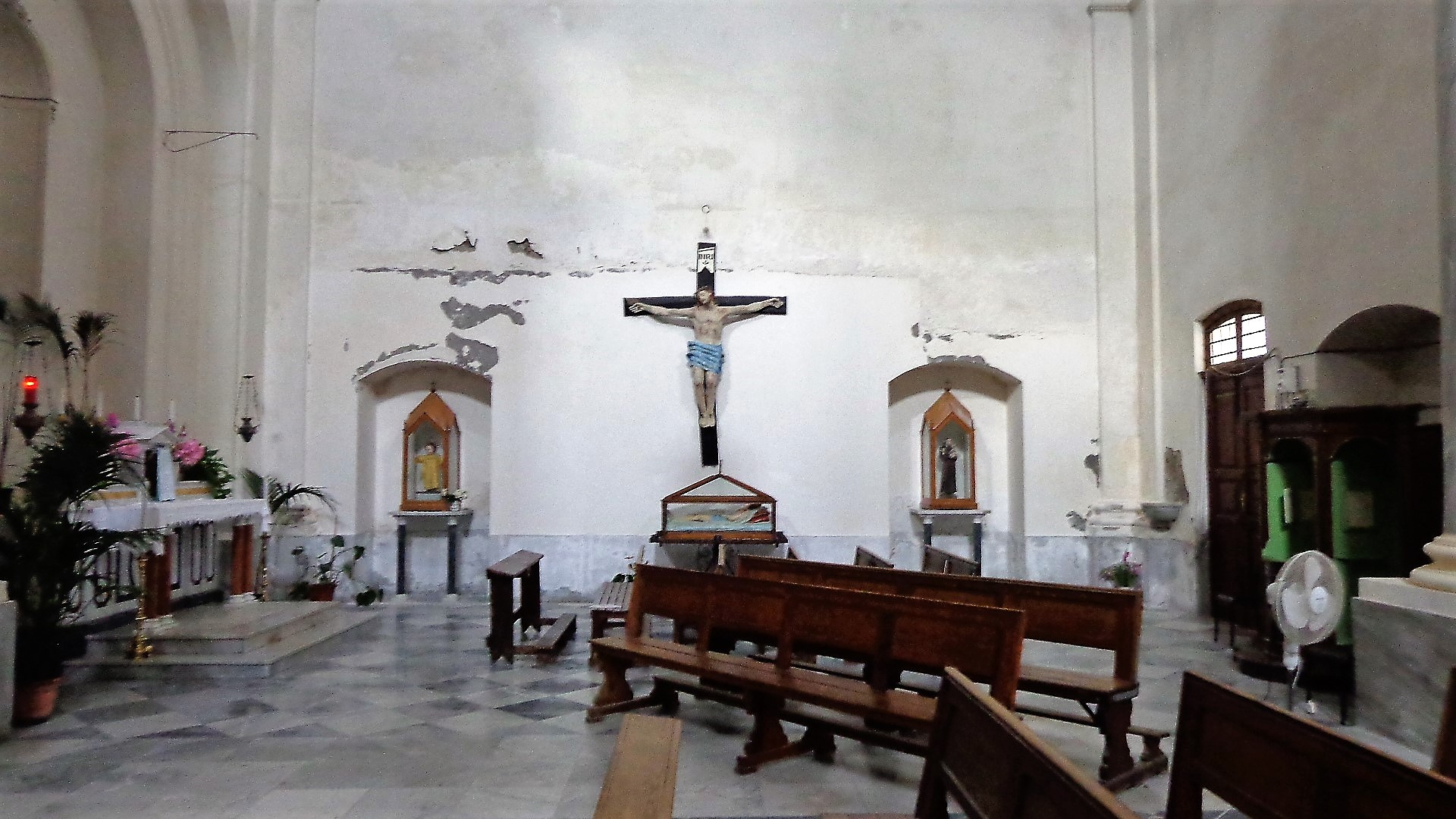